# Even My Sure Things Fall Through
Even My Sure Things Fall Through EP je američkog americana/indie rock sastava Calexico, objavljen 22. svibnja 2001. u izdanju Quarterstick Recordsa.

## Popis pjesama
| Br. | Skladba                                | Autor             | Trajanje |
| --- | -------------------------------------- | ----------------- | -------- |
| 1.  | »Sonic Wind«                           | Burns, Convertino | 5:07     |
| 2.  | »Crystal Frontier«                     | Burns             | 3:59     |
| 3.  | »Untitled III«                         | Convertino        | 4:07     |
| 4.  | »Chanel No. 5«                         | Eitzel            | 4:50     |
| 5.  | »Banderilla«                           | Burns             | 3:44     |
| 6.  | »Crooked Road and the Briar«           | Burns             | 4:27     |
| 7.  | »Crystal Frontier« (akustična verzija) | Burns             | 3:34     |
| 8.  | »Hard Hat«                             | Burns             | 7:07     |

## Osoblje
- John Convertino - bubnjevi, vibracije, perkusije
- Joey Burns - gitara, kontrabas, vokali, perkusije, akustična gitara, električna gitara, čelo, orgulje, prateći vokali, samplovi, AM radio
- Jacob Valenzuela - truba
- John Contreras - akustična gitara
- Ariel Kramer - vihuela
- Ruben Moreno - truba
- Antonio Pro - gitaron
- Jaime Valencia - violina
- Martin Wenk - truba
- Volker Zander - kontrabas
- Tim Gallagher - pedal steel
- Craig Schumacher - prateći vokali

### Produkcija
- Naim Amor, Ben McQuillen, Joey Burns - producenti
- Craig Schumacher i Nick Luca - tehničari
- Snimanje i miksanje - Wavelab Studios

## Recenzije
Andrew Gilstrap s PopMattersa ocijenio je izdanje kao produžetak studijskog albuma Hot Rail na kojem se sastav poigrava raznim žanrovima i u tome često uspijeva: "Iako My Sure Things Fall Through služi kao dobrodošao produžetak za Hot Rail, kao album zaokružuje neke neobjavljene materijale sastava te, kao u slučaju 'Crystal Frontier', ističe neke od njihovih najvažnijih tema."
Jimmy Draper s All Musica napisao je kako je EP začudno koherentan s obzirom na to da se radi o kolekciji raznih materijala, onih studijskih i koncertnih: "Iako bi oni konzervativniji više voljeli da su se svi ovi naslovi našli na jednom albumu objavljenom na domaćem tržištu, Even My Sure Things Fall Through trebao bi se pokazati kao pravo malo blago i za nove obožavatelje Calexica."

## Vanjske poveznice
- Albumi Calexica